# Mosquée de la Kasbah
Pour les articles homonymes, voir Mosquée de la Kasbah (homonymie).
La mosquée de la Kasbah (arabe : جامع القصبة) est une mosquée tunisienne située sur la place de la Kasbah à Tunis.

## Histoire
Édifiée de 1231 à 1235 par l'architecte Ali ibn Mohamed ibn Kacem, sur les ordres du fondateur de la dynastie hafside Abû Zakariyâ Yahyâ (règne de 1230 à 1249). C'est la première mosquée à être édifiée après la mosquée Zitouna, compte tenu du fait qu'il n'était pas permis d'avoir plus d'une mosquée où le sermon du vendredi était donné. Elle est d'abord destinée à servir de mosquée de cour aux souverains qui résident à la kasbah de Tunis. Par la suite, son statut évolue de simple oratoire privé pour devenir l'une des mosquées du vendredi de la ville. Avec l'arrivée des Ottomans à partir du XVIe siècle, l'édifice sert de lieu de prière selon le rite hanéfite.

## Architecture
D'un point de vue architectural, la mosquée possède une salle de prière rectangulaire plus profonde que large et qui comporte sept nefs de neuf travées. Les arcs brisés outrepassés, délimitant des voûtes d'arêtes, reposent par l'intermédiaire d'impostes sur des colonnes en marbre surmontées de chapiteaux hafsides.
Le mihrab, dont la niche est revêtue de panneaux de marbre, est coiffé d'une coupole à stalactites réalisées en plâtre finement sculpté et flanqué de colonnettes à chapiteaux dorés. À proximité, se trouve le minbar de style ottoman, en maçonnerie plaquée de marbre, qui remplace le minbar original en bois d'époque hafside. On trouve à ses côtés une inscription en langue turque rappelant les travaux réalisés en 1584 par les Ottomans[réf. souhaitée].
Le minaret, situé au coin nord-est de la mosquée, est construit en 1233, soit avant l'achèvement de la construction de la mosquée. Il est de forme carrée et constitue l'élément le plus remarquable de la mosquée ; il adopte dans ses dispositions essentielles comme dans son décor l'aspect des minarets érigés durant la période almohade au Maroc et en Andalousie.
Son édificateur a voulu construire un minaret similaire à celui de la Giralda de Séville, compte tenu du fait qu'Abû Zakariyâ Yahyâ était gouverneur de la cité avant de fonder son propre empire. L'ornementation de la tour, exécuté en pierres, débute à la base par des arcs polylobés et se prolonge vers le haut par des entrelacs de couleur ocre couvrant les quatre faces du minaret d'un délicat réseau en losange.
La partie supérieure de la tour, couronnée d'un lanternon, est percée de triples arcatures outrepassées encadrées d'un revêtement de faïences. Bien qu'ayant subit les influences du style almohade, la mosquée de la Kasbah suit néanmoins le modèle des mosquées ifriqiyennes qui se caractérise par la salle de prière hypostyle et la coupole sur trompes devant le mihrab.

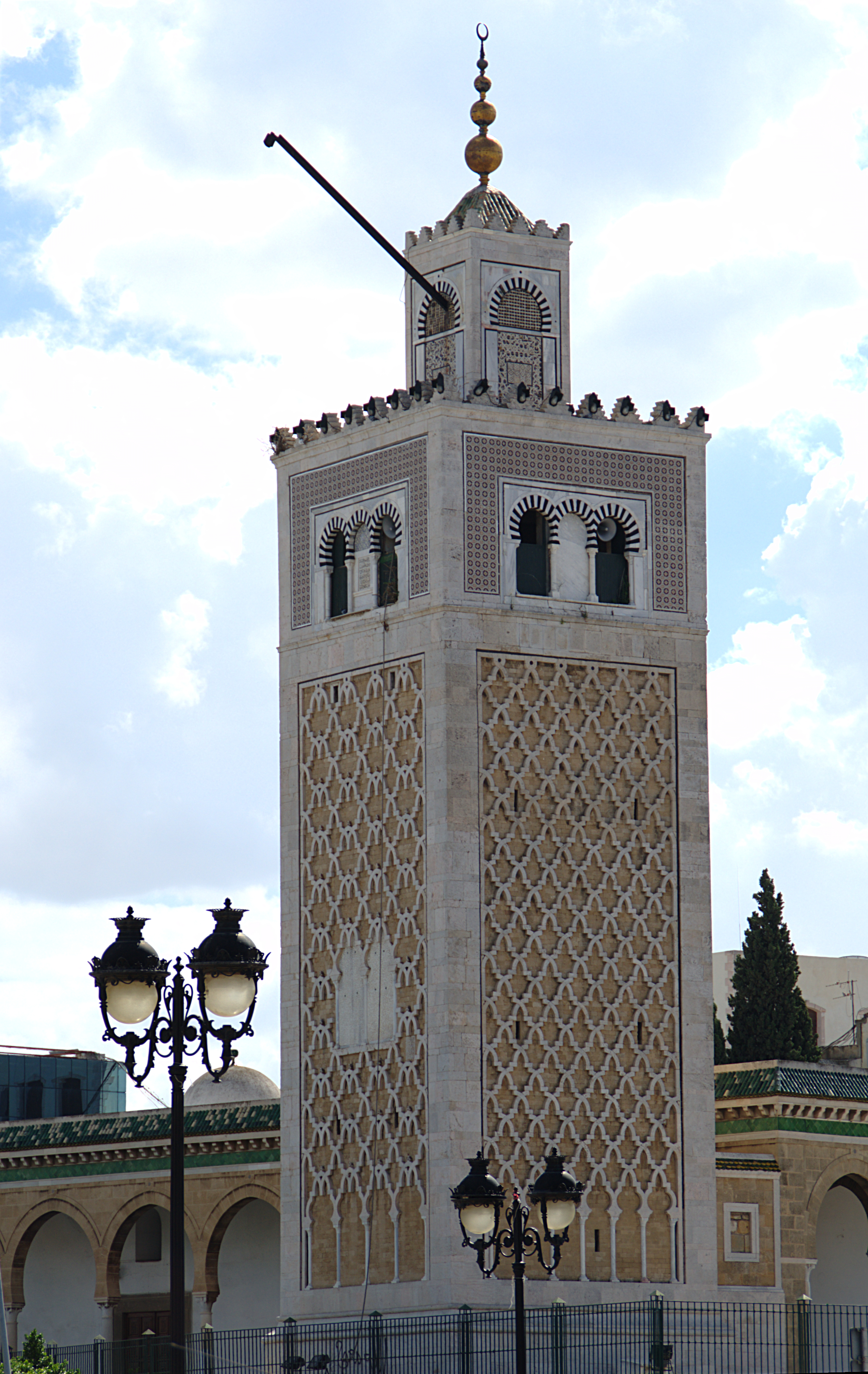
Gros plan sur le minaret.
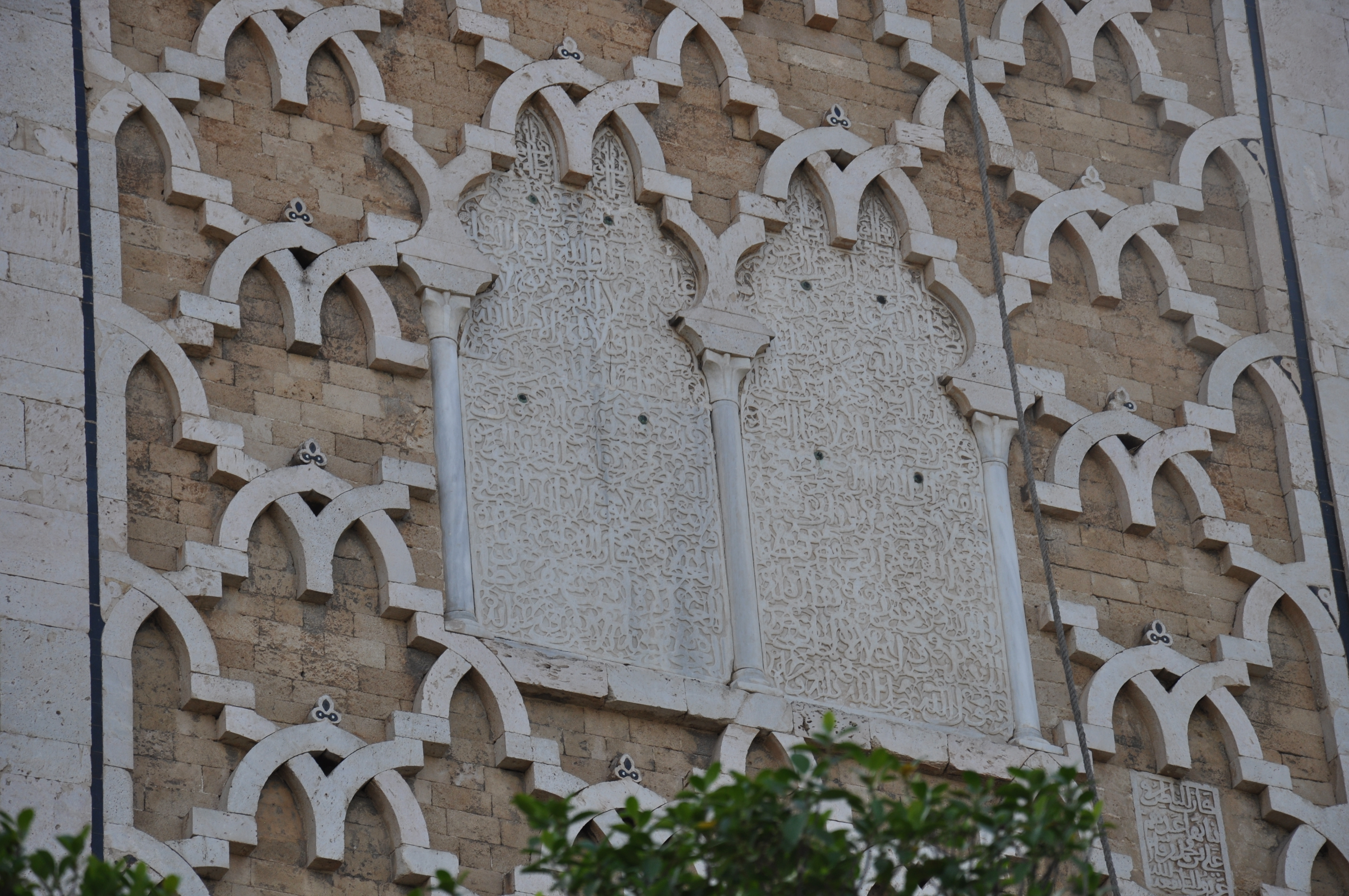
Calligraphie sur le minaret.
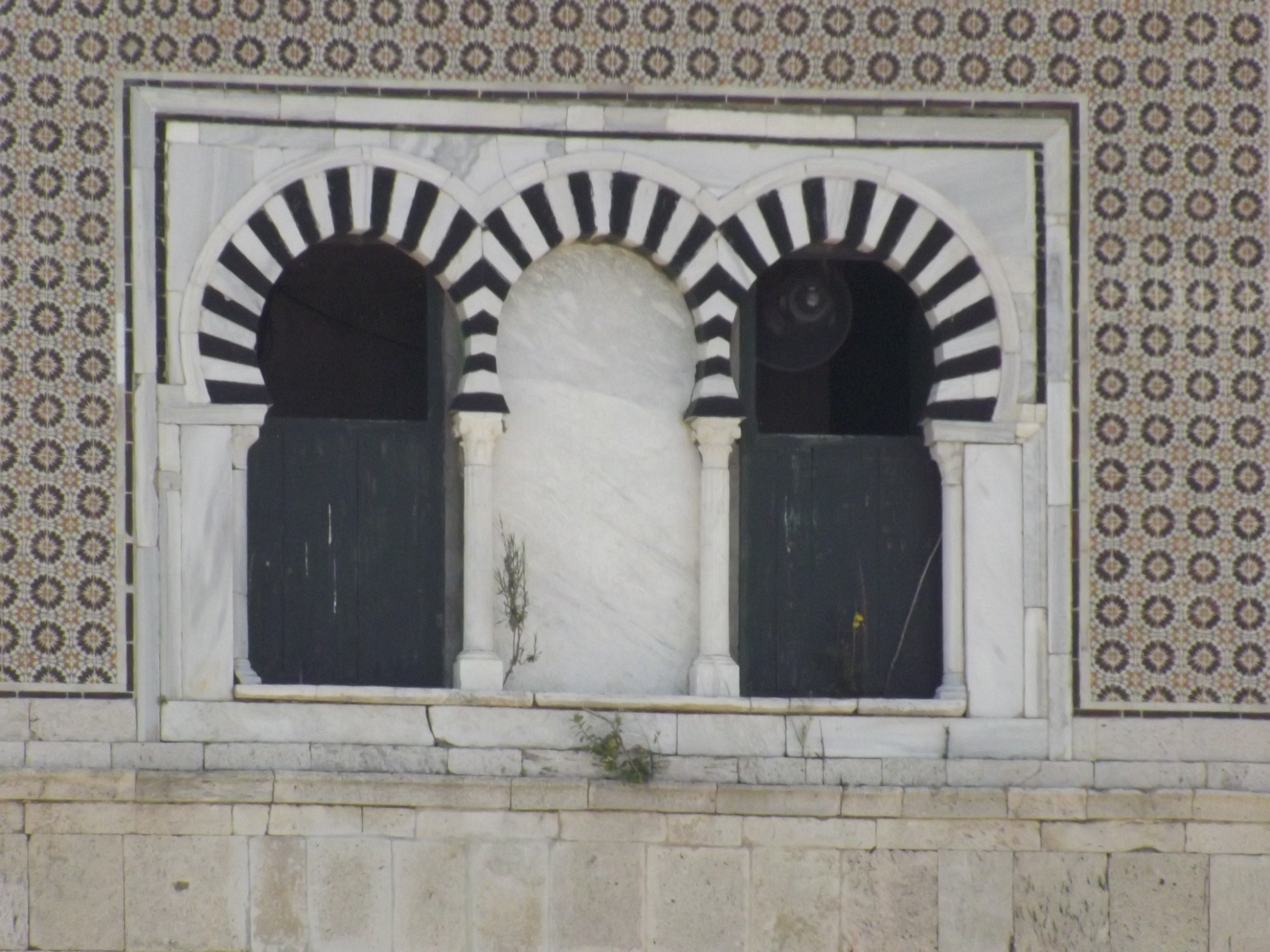
Détails du minaret.
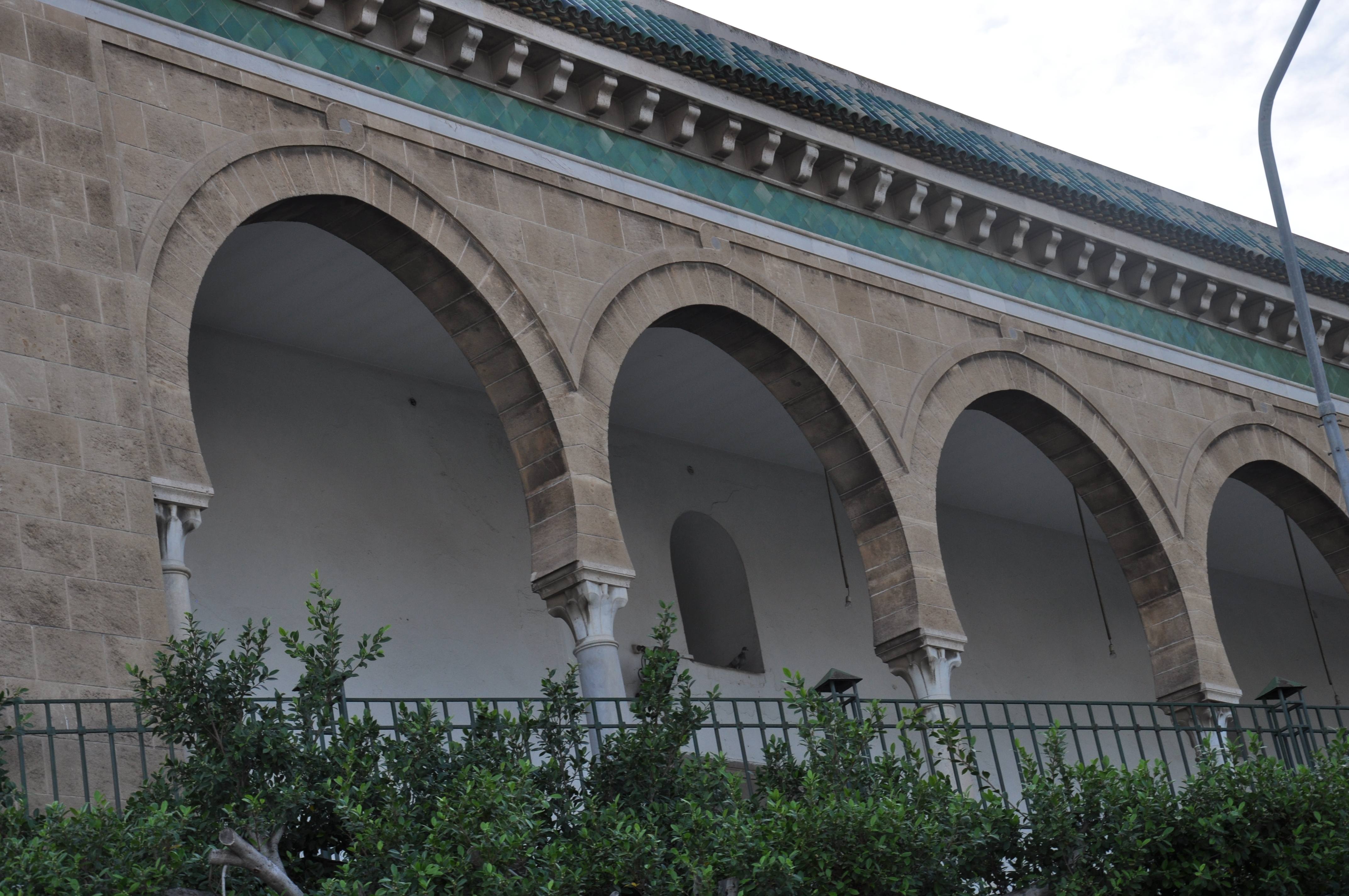
Arcades de la mosquée.